# Doo-wop
Doo-wop (uneori scris doo-wopp) este un stil muzical vocal din categoria rhythm and blues, foarte răspândit și apreciat în anii târzii 1950 și în anii timpuri 1960 în Statele Unite ale Americii.

## Originea termenului "Doo-wop"
Termenul "doo-wop" a fost utilizat contând fonetic foneme luate efectiv din refrene ale unor cântece care urmau a fi categorisite astfel. Se pot menționa mai ales două cântece care se pot "mândri" ca fiind cele care ar fi generat denominarea, un hit din 1955, "When You Dance" ("Când dansezi") de The Turbans, în care refrenul "doo wop" se poate auzi distinct și o melodie clasică din 1956, "In the Still of the Night (I Remember)" ("În liniștea nopții") de The Five Satins, în care se folosește refrenul "doo wop, doo wah".